# American Academy in Berlin

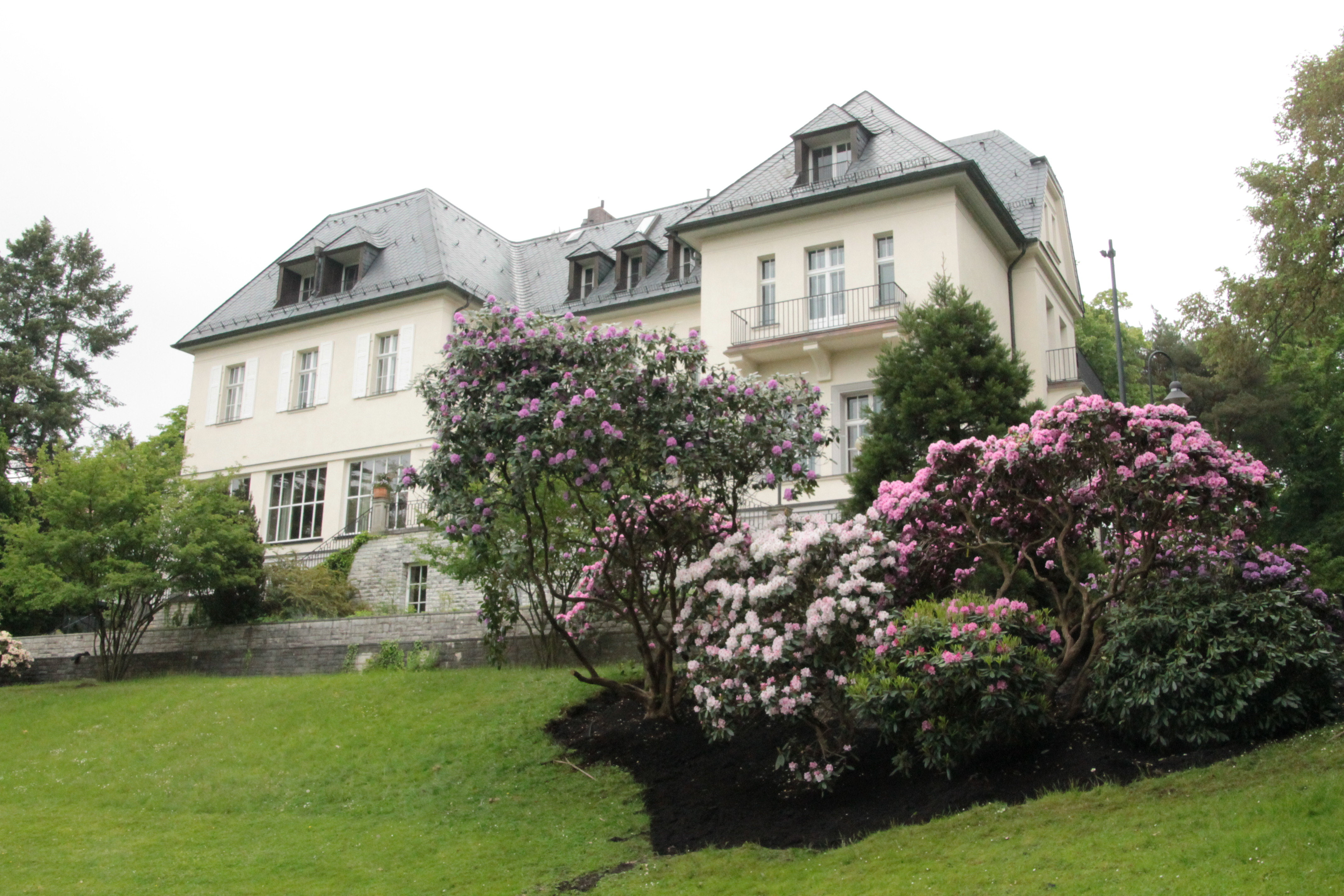
Villa der American Academy in Berlin, 2013

Die American Academy in Berlin ist eine privat finanzierte, unabhängige, unparteiische Forschungs- und Kulturinstitution in Berlin, welche sich der Aufrechterhaltung und Verbesserung langfristiger intellektueller, kultureller und politischer Beziehungen zwischen den USA und Deutschland widmet. Hierfür nominiert ein unabhängiges Auswahlkomitee der Academy jährlich rund zwanzig Stipendiaten für einen semesterlangen Forschungsaufenthalt im Hans Arnhold Center, einer historischen Villa in Wannsee am Ufer des gleichnamigen Sees.
Die Stipendiaten aus den Bereichen der Geistes-, Sozial-, Politik-, Kulturwissenschaften und der Künste teilen ihre Projektarbeiten mit Kollegen in Deutschland und internationalem Publikum bei Vorträgen, Lesungen, Diskussionen, Konzerten und Filmvorführungen. Das Veranstaltungsprogramm der Academy umfasst in jedem Jahr knapp 100 öffentliche Veranstaltungen. Das Kuratorium der Organisation besteht aus mehreren Dutzend einflussreichen Führungskräften aus der deutschen und amerikanischen Wirtschaft, dem Finanzsektor und der Wissenschaft. Ein zweiter Standort der American Academy in Berlin befindet sich in New York City.
Zusätzlich zu ihrem Stipendienprogramm fördert die Academy den Austausch zu aktuellen Themen, indem sie angesehene amerikanische Gastwissenschaftler und Vordenker aus den Bereichen Politik, Recht, Wirtschaft, Finanzen, Journalismus, Geisteswissenschaften und Kunst empfängt. Die American Academy in Berlin hat bereits über 600 Stipendiaten und hunderte Gastdozierende beherbergt.

## Geschichte

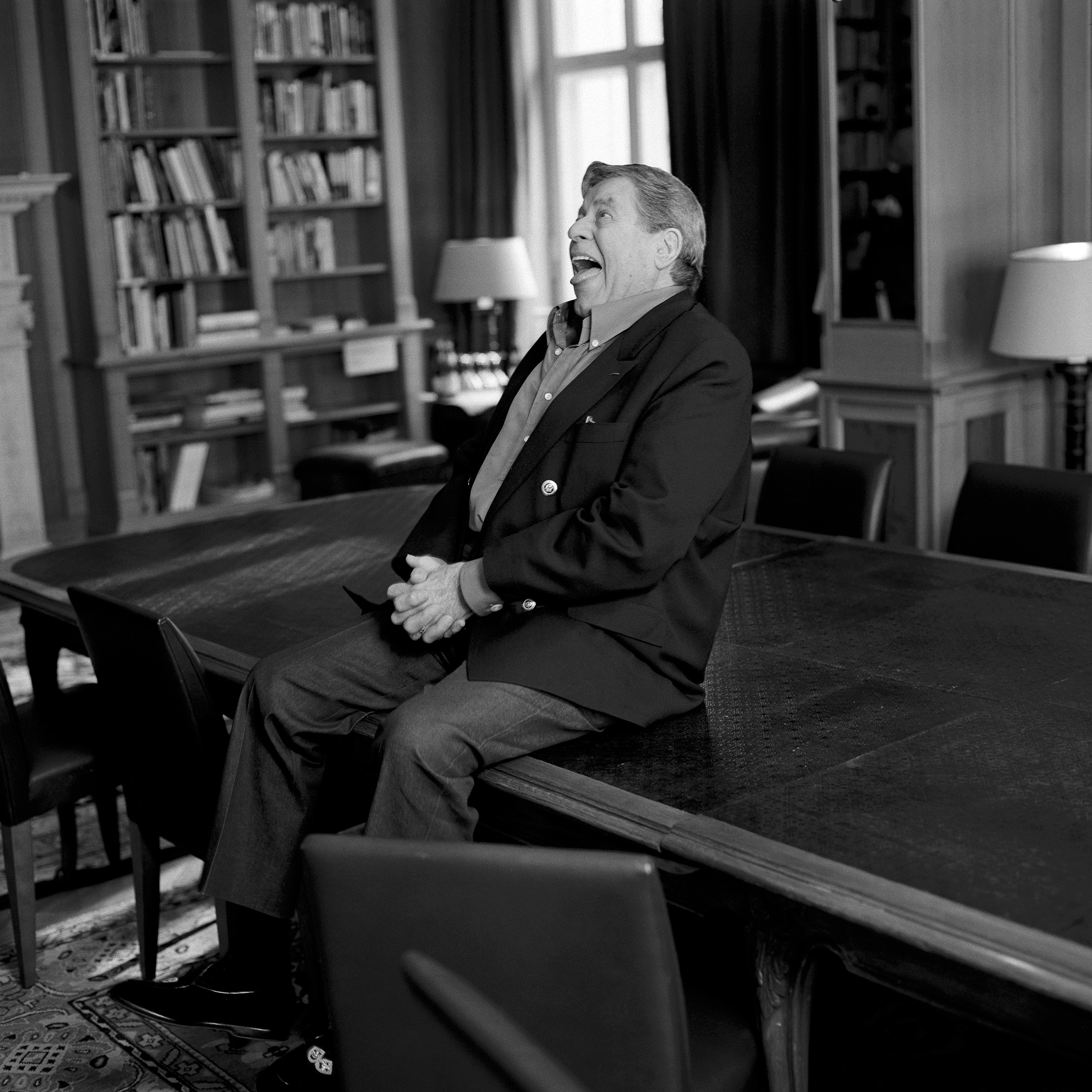
Jerry Lewis fotografiert von Oliver Mark in der Bibliothek der American Academy in Berlin (2006)

Die Institution wurde im September 1994 von einer Reihe prominenter Amerikaner und Deutscher gegründet, darunter Richard Holbrooke, Henry Kissinger, Richard von Weizsäcker, Fritz Stern und Thomas Farmer. Der Spiegel nannte die Academy 2008 „das weltweit wichtigste Zentrum für das amerikanische intellektuelle Leben außerhalb der USA“. Die American Academy wird vollständig durch private Spenden von Einzelpersonen, Unternehmen und Stiftungen von beiden Seiten des Atlantiks finanziert, insbesondere von der Familie Arnhold-Kellen, die mit ihrer Förderung den Grundpfeiler der Academy bildet.
Die Wannsee-Villa, welche heute die American Academy beherbergt, wurde 1886 von dem Architekten Johannes Otzen entworfen und war einst das Zuhause des Chemikers Franz Oppenheim. Später lebten dort der Bankier Hans Arnhold mit seiner Frau Ludmilla und ihren beiden Töchtern Ellen Maria und Anna-Maria. Nachdem sich die Arnholds gezwungen sahen, in die USA zu emigrieren, wurde das Haus 1937 von Walther Funk, dem Wirtschaftsminister des Dritten Reiches und späteren Präsidenten der Reichsbank, angeeignet und bewohnt. Die Familie Arnhold erlangte 1953 das Eigentumsrecht zurück und verkaufte die Villa 1958 an die Bundesrepublik Deutschland. Während der Teilung Berlins nach dem Zweiten Weltkrieg befand sich das Haus im amerikanischen Sektor und wurde dort für verschiedenste Zwecke genutzt: unter anderem als Unterkunft für Geflüchtete aus dem kommunistischen Ostblock und in den letzten Jahrzehnten des Kalten Krieges als Erholungszentrum der US-Armee, bis die amerikanischen Streitkräfte 1994 das wiedervereinigte Berlin verließen. Nach einer vollständigen Renovierung dank finanzieller Unterstützung der Familie Arnhold-Kellen und anderer Sponsoren konnte die Villa 1998 als American Academy in Berlin eröffnet werden.

## Preise

### Berlin Prize
Die American Academy in Berlin vergibt jährlich das Berlin Prize Stipendium an Amerikaner aus den Bereichen Kunst, Literatur-, Geistes-, Politik-, Wirtschafts- und Musikwissenschaften.
Der Berlin Prize beinhaltet ein monatliches Stipendium sowie Teilverpflegung und Residenz im Hans Arnhold Center der Academy. Darüber hinaus beherbergt die Academy angesehene amerikanische Gastwissenschaftler aus verschiedensten Disziplinen für kürzere Aufenthalte. Zu den sogenannten Distinguished Visitors zählten bereits Paul Krugman, James Wolfensohn, Tom Daschle, Sam Nunn und Stephen Breyer.

### Henry A. Kissinger Prize
Mit dem Henry A. Kissinger Prize wird jährlich eine renommierte europäische oder amerikanische Persönlichkeit aus dem Bereich der internationalen Diplomatie ausgezeichnet. Bisherige Preisträger sind:
- 2007: Helmut Schmidt, ehemaliger deutscher Bundeskanzler
- 2008: George H. W. Bush, 41. Präsident der Vereinigten Staaten
- 2009: Richard von Weizsäcker, ehemaliger Bundespräsident der Bundesrepublik Deutschland
- 2010: Michael Bloomberg, ehemaliger Bürgermeister von New York
- 2011: Helmut Kohl, ehemaliger deutscher Bundeskanzler
- 2012: George P. Shultz, ehemaliger US-Außenminister
- 2013: Ewald-Heinrich von Kleist, Gründer der Münchner Sicherheitskonferenz (posthum)
- 2014: James Baker, ehemaliger US-Außenminister
- 2015: Giorgio Napolitano, ehemaliger italienischer Präsident, und Hans-Dietrich Genscher, ehemaliger Bundesaußenminister und Vizekanzler Deutschlands
- 2016: Samantha Power, ehemalige US-Botschafterin der Vereinten Nationen[3]
- 2017: Wolfgang Schäuble, ehemaliger Bundesfinanzminister Deutschlands[4]
- 2018: John McCain, US-Senator für Arizona[5]
- 2020: Angela Merkel, deutsche Bundeskanzlerin[6]
- 2021: James N. Mattis, US-Verteidigungsminister[7]
- 2022: Frank-Walter Steinmeier, deutscher Bundespräsident[8]
- 2023: Jens Stoltenberg, NATO-Generalsekretär[9]

## Veröffentlichungen
Die American Academy in Berlin veröffentlicht jährlich das Berlin Journal. Das Magazin präsentiert eine Auswahl von Aufsätzen, Prosa, Kunst und Gedichten der Stipendiaten und Distinguished Visitors.

## Richard C. Holbrooke Forum
Das Richard C. Holbrooke Forum vereint internationale Wissenschaftler, Politikexperten und Regierungsbeamte in einer Reihe von Workshops, um einige der komplexesten Probleme der modernen Diplomatie zu diskutieren. Die Kernthemen sind: Staatskunst und Werte, anhaltende Regierungskrisen, Dynamiken der Transformation sowie die Sicherung des Friedens: Koexistenz und Versöhnung nach Konflikten.

## „phoenix kamingespräch“
In unregelmäßigen Abständen zeichnet der TV-Sender phoenix im Kaminzimmer der American Academy in Berlin das Gesprächsformat Kamingespräch auf. Im Mittelpunkt der einstündigen Sendung steht eine herausragende Persönlichkeit des öffentlichen Lebens und der Zeitgeschichte mit ihrer Biografie und ihren Ansichten.